# Schlacht bei Wolgast
Dessau – Lutter – Wolgast
In der Schlacht bei Wolgast im Dreißigjährigen Krieg in der Phase des Niedersächsisch-Dänischen Krieges besiegten am 2. September 1628 die kaiserlichen Truppen unter Wallenstein die dänischen Verteidiger der Stadt unter König Christian IV.

## Vorgeschichte

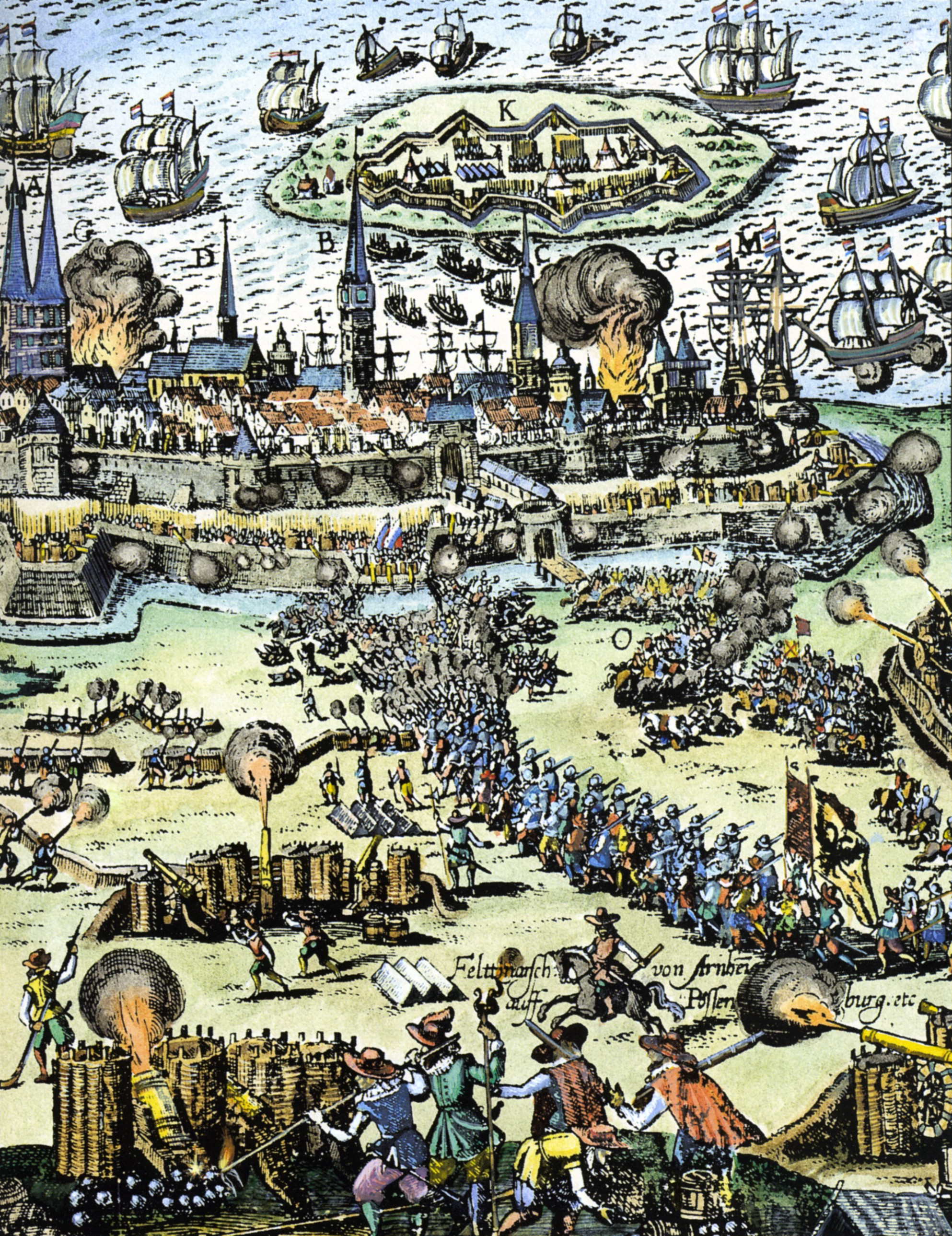
Erfolglose Belagerung Stralsunds durch Wallenstein vom 23. Mai bis 28. Juli 1628 im Vorfeld der Schlacht, die den Dänenkönig zur Landung auf Usedom bewegte
nachträglich kolorierter Kupferstich, 1628

Christian IV., König von Dänemark begann 1625 eine dänische Intervention in den Dreißigjährigen Krieg. Anfangs erfolgreich, drehte sich das Kriegsglück nach den dänischen Niederlagen in der Schlacht bei Dessau und der Schlacht bei Lutter 1626.
Der kaiserliche Heerführer Wallenstein belagerte zuvor erfolglos vom 23. Mai bis zum 28. Juli die als uneinnehmbar geltende Stadt Stralsund. Er brach die Belagerung drei Tage nach der Ankunft König Christians IV. mit 100 Schiffen und 8000 Mann an Bord ab.
Der dänische König ließ in der Hansestadt, die offiziell zu Pommern gehörte, eine Garnison zurück, die er dann aber nach dem Abzug der Kaiserlichen an die Schweden abtrat. Der dänische König, ermutigt von diesem Erfolg, versuchte seine seegestützte Taktik auf eine weitere Landung in Usedom zu übertragen.
Daher verließ König Christian IV. mit seiner Flotte die Küste vor Rügen und landete mit 7000 Mann am 21. August 1628greg. auf der von kaiserlichen Truppen besetzten pommerschen Insel Usedom an der Mündung der Peene, eroberte die Peenemünder Schanze, sowie die Städte Usedom und am 24. August Wolgast nach kurzem Widerstand. Anschließend verschanzte er sich in Wolgast, mit dem Ziel ein weiteres Stralsund zu erreichen. Da der General von Arnim erkrankt war, eilte Wallenstein von Mecklenburg nach Pommern und versammelte bei Greifswald 6 Regimenter Infanterie und 22 Eskadrons Kavallerie und 11 Kanonen, zusammen 7000 bis 8000 Mann, wobei er inaktiv und abwartend blieb, da er hoffte, dass  sich die Dänen von der durch die Flotte gedeckten Küste fortbewegen würde. Als die Gefahr von schwedischen Verstärkungen größer wurde, rückte Wallenstein gegen Wolgast vor. Die dänischen Schanzungen, die zwischenzeitlich unternommen wurden, waren zu diesem Zeitpunkt noch nicht vollendet.

## Verlauf
Das Schlachtfeld, das König Christian IV. wählte, lag eine halbe Meile westlich von Wolgast und wurde durch die Küste und durch Marschen gedeckt, die aber zu diesem Zeitpunkt ausgetrocknet waren. Dessen ungeachtet konnte der erste Angriff der kaiserlichen Truppen von den Dänen unter großen Verlusten der Kaiserlichen abgewendet werden. Beim zweiten Angriff wich die dänische Infanterie in die unfertigen Schanzungen zurück, doch durch einen Entlastungsangriff von sieben dänischen Kavallerie-Schwadronen konnte der Angriff wiederum abgeschlagen werden. Beim dritten Angriff machte sich der Munitionsmangel der Dänen bemerkbar, so dass diese unter Deckung der Kavallerie sich innerhalb der Stadtmauern zurückziehen mussten. Die Dänen hatten von mittags bis gegen 19 Uhr abends den Angriffen widerstanden.

## Folgen
Die Dänen verloren an diesem Tag 500 Mann Infanterie und 180 Reiter an Toten und viele Gefangene. Die Verluste der Kaiserlichen sollen bei etwa 1000 Toten gelegen haben. Zur Sicherung seines Rückzugs ließ der dänische König die Vorräte in Wolgast vernichten und kehrte mit dem Rest der Armee und der Flotte nach Dänemark zurück. Wallenstein hielt daraufhin Einzug in Wolgast. Dieser Sieg verhinderte nach dem Fehlschlag vor Stralsund eine Abberufung Wallensteins durch den Kaiser.
Für den dänischen König bedeutete die Niederlage das Ende der Hoffnungen, in diesem Krieg noch eine Wende herbeiführen zu können. Zwar unternahm das dänische Heer Mitte Oktober noch einen Landungsversuch bei Neustadt in Holstein, doch misslang auch dieser. Anschließend gingen auch noch die letzten Besitzungen Dänemarks in Holstein verloren. Im Januar 1629 begannen in Lübeck die Friedensverhandlungen, die Mitte Juni im Frieden von Lübeck endeten, der das Ende des dänisch-niedersächsischen Krieges bedeutete.
Schon 1630 begannen die Schweden die Invasion in Deutschland. Sie landeten auf Usedom in der Nähe von Wolgast, genau wie es der Dänenkönig zuvor getan hatte.